# Dominykas Domarkas
Dominykas Domarkas (Kaunas, 24 aprile 1992) è un cestista lituano.